# Rhagophthalmus sulcatus
Rhagophthalmus sulcatus är en skalbaggsart som beskrevs av Maurice Pic 1925. Rhagophthalmus sulcatus ingår i släktet Rhagophthalmus och familjen Rhagophthalmidae. Inga underarter finns listade i Catalogue of Life.